# Mark Moseley (acteur)
Mark Moseley, né le 2 août 1961, est un acteur, humoriste et imitateur américain principalement connu pour son imitation d'Eddie Murphy et d'Arnold Schwarzenegger.

## Filmographie

### Cinéma
- 1994 : Pompoko : le journaliste
- 1998 : Mulan : voix additionnelles
- 2001 : Mickey, la magie de Noël : Mushu
- 2002 : Les Apprentis Sorciers : plusieurs personnages
- 2004 : Shrek 2 : le miroir et la commode
- 2004 : Mulan 2 : La Mission de l'Empereur : Mushu
- 2004 : Far Far Away Idol
- 2005 : Inside Walt's Story Meetings : Larry Morey
- 2005 : Disney Princess Party: Volume Two : Mushu
- 2005 : Merry Widow : le mari
- 2006 : Dr. Dolittle 3 : plusieurs animaux
- 2008 : Friendly Fire : le président
- 2011 : TAG Team : Luthor B. Malstrom

### Télévision
- 1999-2000 : Les Stubbs : Thurgoode Orenthal Stubbs (27 épisodes)
- 2001-2002 : Disney's tous en boîte : Mushu (9 épisodes)
- 2004 : Le Roi de Las Vegas : plusieurs personnages (3 épisodes)
- 2007 : My Life as a Teenage Robot (1 épisode)

### Jeu vidéo
- 1998 : Mulan Story Studio : Mushu
- 1999 : Arcade Frenzy : Mushu
- 2002 : Kingdom Hearts : Mushu
- 2004 : Shrek 2 : l'Âne et le barman
- 2004 : Terminator 3 : Rédemption : le Terminator
- 2004 : EverQuest II : les prisonnier nains, Quintius Galacius et Grommlyk Oognee
- 2005 : Kingdom Hearts 2 : Mushu
- 2005 : Battlefield 2: Modern Combat
- 2006 : Le Seigneur des anneaux : La Bataille pour la Terre du Milieu II : le chef des nains, l'homme sauvage et le corsaire
- 2006 : Tom Clancy's Splinter Cell: Double Agent
- 2006 : Le Seigneur des anneaux : La Bataille pour la Terre du Milieu II - L'Avènement du Roi-Sorcier : le corsaire d'Umbar, les Nains, les Orcs
- 2007 : Command and Conquer 3 : Les Guerres du Tiberium
- 2007 : The Golden Compass : le magasinier ennuyé, le serveur et le responsable de la ville
- 2007 : Shrek le troisième : L'Âne et le troisième bandit
- 2008 : Command and Conquer 3 : La Fureur de Kane
- 2009 : Night at the Museum 2: Battle of the Smithsonian : Theodore Roosevelt et un gangster
- 2010 : God of War III : Minos, un civil et un batteur
- 2010 : Shrek 4 : L'Âne, le quatrième ogre et le deuxième pirate
- 2011 : Star Wars: The Old Republic : voix additionnelles
- 2012 : The Wired Bunch: Trouble at Kilobyte Flats : Dusty Gadget
- 2012 : The Wired Bunch: Ballad of One-Eyed Clyde : Dusty Gadget
- 2013 : The Wired Bunch: General Fragment's War Wagon : Dusty Gadget